# Alex Lynn
Alexander George Lynn (ur. 17 września 1993 w Goodmayes, Londyn) – brytyjski kierowca wyścigowy. Obecnie mieszka w angielskim mieście Essex.

## Życiorys

### Formuła Renault
Alex karierę rozpoczął od startów w kartingu. Pod koniec 2009 roku zadebiutował w serii wyścigów samochodów jednomiejscowych – zimowej edycji Brytyjskiej Formuły Renault. Zdobyte punkty sklasyfikowały go na 10. miejscu. W kolejnym sezonie brał udział w głównym cyklu tej serii. Jedyne podium uzyskał w ostatnim starcie na torze Brands Hatch, gdzie zajął trzecią lokatę. I tu w klasyfikacji generalnej uplasował się na 10. pozycji.
W przerwie zimowej został mistrzem brytyjskiego cyklu, po zwyciężeniu w trzech wyścigach. W drugim podejściu w głównej edycji zdominował rywalizację, triumfując w dwunastu z dwudziestu startów. Lynn wystartował także w dwóch rundach europejskiego serialu. Dwukrotnie sięgnął po punkty, stając przy tym na średnim stopniu podium (na brytyjskim torze Silverstone, na którym zdobył również pole position). Jeszcze w okresie przedsezonowym zaliczył cztery eliminacje w serii Toyota Racing. Brytyjczyk trzykrotnie stanął na podium, a podczas trzeciego startu na obiekcie Teretonga Park odniósł jedyne zwycięstwo. Uzyskane punkty usadowiły go na 9. lokacie.

### Formuła 3
W sezonie 2012 Alexander awansował do Brytyjskiej Formuły 3. Z dorobkiem 253 punktów ukończył sezon na 4 pozycji w klasyfikacji generalnej. Pojawił się również gościnnie w Europejskiej Formule 3. Najlepiej spisał się jednak w Grand Prix Makau, gdzie był trzeci.
Na sezon 2013 Lynn podpisał kontrakt z włoską ekipą Prema Powerteam. W ciągu 30 wyścigów, w których wystartował, trzykrotnie zwyciężał, a czternastokrotnie stawał na podium. Uzbierane 339,5 punktu pozwoliło mu stanąć na najniższym stopniu podium klasyfikacji generalnej.

### Seria GP3
Na sezon 2014 Brytyjczyk podpisał kontrakt z brytyjską ekipą Carlin na starty w Serii GP3. Już w pierwszych kwalifikacjach sezonu w Barcelonie zdobył pole position i w wyścigu utrzymywał prowadzenie od startu do mety. Sukces ten powtórzył w pierwszym wyścigu w Austrii. W późniejszych wyścigach jeszcze sześciokrotnie stawał na podium, w tym wygrał drugi wyścig w Belgii. Mimo że w całym sezonie miał o dwa zwycięstwa mniej niż Dean Stoneman, regularnie zdobywane wysokie punkty, zdecydowały, że w klasyfikacji generalnej Lynn pokonał Stonemana o 44 punkty i mógł świętować tytuł mistrzowski.

### Seria GP2
W sezonie 2015 nawiązał współpracę z mistrzowską ekipą DAMS. Brytyjczyk zdobył punkty w zaledwie dziesięciu startach, jednak w czterech z nich stawał na podium. Odnotował przy tym dwa zwycięstwa - w niedzielnym wyścigu na torze Circuit de Barcelona-Catalunya oraz w sobotnim na Hungaroringu, po starcie z pole position. Lynn był również najszybszy w loteryjnych kwalifikacjach na torze w Soczi, jednak szansę na zwycięstwo pogrzebał błędem i uszkodzeniem bolidu na bandzie. Poza tym miał również szansę na triumf w ostatnim wyścigu w sezonie (startował z pole position po odwróceniu kolejności w niedzielę), jednak w wyniku karambolu i przedłużającej się naprawy band start został odwołany. Zdobył identyczną pulę 110 punktów, co jego zespołowy partner, Francuz Pierre Gasly oraz Włoch Raffaele Marciello, jednak dzięki dwóm wygranym zmagania zakończył na 6. pozycji.
W drugim roku startów Brytyjczyk i jego zespół liczyli na znaczny progres wyników. Sezon jednak zweryfikował ich plany. Już w drugim starcie na hiszpańskim torze Circuit de Catalunya sięgnął po zwycięstwo, jednak na kolejne podium czekał do sprintu na austriackim Red Bull Ringu. W trakcie sezonu Lynn ponownie notował serię wyścigów bez punktów. Alex rzadko uzyskiwał dobre wyniki w sobotę (wyjątek to najniższy stopień podium na torze Spa-Francorchamps, ale dzięki temu zyskiwał w niedzielę. Jeszcze dwukrotnie sięgnął po zwycięstwo - na niemieckim Hockenheimringu oraz w Abu Zabi. Dzięki temu zdołał zakończyć sezon na 6. lokacie przed swoim rodakiem Jordanem Kingiem, który nie zdobył punktów w kończącym sezon eliminacji.

### Wyścigi Długodystansowe
W sezonie 2016 Lynn zadebiutował w Mistrzostwach Świata Samochodów Dłudystansowych. Brytyjczyk uzupełniał skład jednego z pojazdów Manora na japońskim torze Fuji Speedway, w Szanghaju oraz Sakhir. Do mety dojechał odpowiednio na jedenastej, ósmej i dziesiątej lokacie w swojej klasie. Do klasyfikacji generalnej zdobył 4,5 punktu, dzięki czemu został sklasyfikowany na 30. miejscu.

### Formuła E
W sezonie 2016/2017 i 2017/2018 był zawodnikiem ekipy DS Virgin Racing. W sezonie 2018/2019 jeździł w brytyjskiej ekipie Panasonic Jaguar. Od sezonu 2019/2020 jest zawodnikiem zespołu Mahindra Racing.

## Wyniki

### GP2
| Legenda oznaczeń w tabelach wyników Wyświetl szablon na nowej stronie | Legenda oznaczeń w tabelach wyników Wyświetl szablon na nowej stronie                                                                     |
| Oznaczenie                                                            | Wyjaśnienie |
| --------------------------------------------------------------------- | --- |
| Złoty                                                                 | Zwycięzca lub mistrzostwo |
| Srebrny                                                               | 2. miejsce lub wicemistrzostwo |
| Brązowy                                                               | 3. miejsce lub II wicemistrzostwo |
| Zielony                                                               | Ukończył, punktował (w klasyfikacji generalnej, gdy zdobył co najmniej jeden punkt na przestrzeni sezonu, poza trzema powyższymi opcjami) |
| Niebieski                                                             | Ukończył, nie punktował (w klasyfikacji generalnej, gdy nie zdobył co najmniej jednego punktu na przestrzeni sezonu)                      |
| Czerwony                                                              | Nie zakwalifikował się (NZ) |
| Czerwony                                                              | Nie prekwalifikował się (NPK) |
| Różowy                                                                | Nie ukończył (NU) |
| Różowy                                                                | Niesklasyfikowany (NS) (w klasyfikacji generalnej, gdy nie został sklasyfikowany w żadnym wyścigu sezonu)                                 |
| Czarny                                                                | Zdyskwalifikowany (DK) |
| Czarny                                                                | Wykluczony (WYK/EX) |
| Biały                                                                 | Nie wystartował (NW) |
| Biały                                                                 | Kontuzjowany (K/INJ) |
| Biały                                                                 | Wyścig odwołany (OD/C) |
| Bez koloru                                                            | Został wycofany (WYC/WD) |
| Bez koloru                                                            | Nie przybył (NP/DNA) |
| Bez koloru                                                            | Nie brał udziału w treningach (NT/DNP) |
| Bez koloru                                                            | Nie został zgłoszony (–) |
| Pogrubienie                                                           | Start z pole position |
| Kursywa                                                               | Najszybsze okrążenie wyścigu |
| †                                                                     | Nie ukończył, ale jego rezultat został zaliczony ze względu na przejechanie więcej niż 90% dystansu wyścigu.                              |
| *                                                                     | Sezon w trakcie |
| 1/2/3                                                                 | Punktowana pozycja w sprincie kwalifikacyjnym                                                                                             |
| Lista systemów punktacji Formuły 1                                    | |

| Rok  | Zespół | Wyniki w poszczególnych eliminacjach | Wyniki w poszczególnych eliminacjach | Wyniki w poszczególnych eliminacjach | Wyniki w poszczególnych eliminacjach | Wyniki w poszczególnych eliminacjach | Wyniki w poszczególnych eliminacjach | Wyniki w poszczególnych eliminacjach | Wyniki w poszczególnych eliminacjach | Wyniki w poszczególnych eliminacjach | Wyniki w poszczególnych eliminacjach | Wyniki w poszczególnych eliminacjach | Wyniki w poszczególnych eliminacjach | Wyniki w poszczególnych eliminacjach | Wyniki w poszczególnych eliminacjach | Wyniki w poszczególnych eliminacjach | Wyniki w poszczególnych eliminacjach | Wyniki w poszczególnych eliminacjach | Wyniki w poszczególnych eliminacjach | Wyniki w poszczególnych eliminacjach | Wyniki w poszczególnych eliminacjach | Wyniki w poszczególnych eliminacjach | Wyniki w poszczególnych eliminacjach | Punkty | Pozycja |
| ---- | ------ | ------------------------------------ | ------------------------------------ | ------------------------------------ | ------------------------------------ | ------------------------------------ | ------------------------------------ | ------------------------------------ | ------------------------------------ | ------------------------------------ | ------------------------------------ | ------------------------------------ | ------------------------------------ | ------------------------------------ | ------------------------------------ | ------------------------------------ | ------------------------------------ | ------------------------------------ | ------------------------------------ | ------------------------------------ | ------------------------------------ | ------------------------------------ | ------------------------------------ | ------ | ------- |
| 2015 | DAMS   | BHR                                  | BHR                                  | ESP                                  | ESP                                  | MON                                  | MON                                  | AUT                                  | AUT                                  | GBR                                  | GBR                                  | HUN                                  | HUN                                  | BEL                                  | BEL                                  | ITA                                  | ITA                                  | RUS                                  | RUS                                  | BHR                                  | BHR                                  | ARE                                  |                                      | 110    | 6       |
| 2015 | DAMS   | 19                                   | 15                                   | 5                                    | 1                                    | 13                                   | 11                                   | 3                                    | 20                                   | 5                                    | 6                                    | 1                                    | 9                                    | 11                                   | 8                                    | NU                                   | 10                                   | NU                                   | 10                                   | 8                                    | 3                                    | 8                                    |                                      | 110    | 6       |
| 2016 | DAMS   | ESP                                  | ESP                                  | MON                                  | MON                                  | AZE                                  | AZE                                  | AUT                                  | AUT                                  | GBR                                  | GBR                                  | HUN                                  | HUN                                  | GER                                  | GER                                  | BEL                                  | BEL                                  | ITA                                  | ITA                                  | MAL                                  | MAL                                  | ARE                                  | ARE                                  | 124    | 6       |
| 2016 | DAMS   | 6                                    | 1                                    | 4                                    | 5                                    | NU                                   | 9                                    | 11                                   | 3                                    | 16                                   | 14                                   | 12                                   | NU                                   | 7                                    | 1                                    | 3                                    | 6                                    | 12                                   | 5                                    | 4                                    | 12                                   | 8                                    | 1                                    | 124    | 6       |

### GP3
| Legenda oznaczeń w tabelach wyników Wyświetl szablon na nowej stronie | Legenda oznaczeń w tabelach wyników Wyświetl szablon na nowej stronie                                                                     |
| Oznaczenie                                                            | Wyjaśnienie |
| --------------------------------------------------------------------- | --- |
| Złoty                                                                 | Zwycięzca lub mistrzostwo |
| Srebrny                                                               | 2. miejsce lub wicemistrzostwo |
| Brązowy                                                               | 3. miejsce lub II wicemistrzostwo |
| Zielony                                                               | Ukończył, punktował (w klasyfikacji generalnej, gdy zdobył co najmniej jeden punkt na przestrzeni sezonu, poza trzema powyższymi opcjami) |
| Niebieski                                                             | Ukończył, nie punktował (w klasyfikacji generalnej, gdy nie zdobył co najmniej jednego punktu na przestrzeni sezonu)                      |
| Czerwony                                                              | Nie zakwalifikował się (NZ) |
| Czerwony                                                              | Nie prekwalifikował się (NPK) |
| Różowy                                                                | Nie ukończył (NU) |
| Różowy                                                                | Niesklasyfikowany (NS) (w klasyfikacji generalnej, gdy nie został sklasyfikowany w żadnym wyścigu sezonu)                                 |
| Czarny                                                                | Zdyskwalifikowany (DK) |
| Czarny                                                                | Wykluczony (WYK/EX) |
| Biały                                                                 | Nie wystartował (NW) |
| Biały                                                                 | Kontuzjowany (K/INJ) |
| Biały                                                                 | Wyścig odwołany (OD/C) |
| Bez koloru                                                            | Został wycofany (WYC/WD) |
| Bez koloru                                                            | Nie przybył (NP/DNA) |
| Bez koloru                                                            | Nie brał udziału w treningach (NT/DNP) |
| Bez koloru                                                            | Nie został zgłoszony (–) |
| Pogrubienie                                                           | Start z pole position |
| Kursywa                                                               | Najszybsze okrążenie wyścigu |
| †                                                                     | Nie ukończył, ale jego rezultat został zaliczony ze względu na przejechanie więcej niż 90% dystansu wyścigu.                              |
| *                                                                     | Sezon w trakcie |
| 1/2/3                                                                 | Punktowana pozycja w sprincie kwalifikacyjnym                                                                                             |
| Lista systemów punktacji Formuły 1                                    | |

| Rok  | Zespół | Wyniki w poszczególnych eliminacjach | Wyniki w poszczególnych eliminacjach | Wyniki w poszczególnych eliminacjach | Wyniki w poszczególnych eliminacjach | Wyniki w poszczególnych eliminacjach | Wyniki w poszczególnych eliminacjach | Wyniki w poszczególnych eliminacjach | Wyniki w poszczególnych eliminacjach | Wyniki w poszczególnych eliminacjach | Wyniki w poszczególnych eliminacjach | Wyniki w poszczególnych eliminacjach | Wyniki w poszczególnych eliminacjach | Wyniki w poszczególnych eliminacjach | Wyniki w poszczególnych eliminacjach | Wyniki w poszczególnych eliminacjach | Wyniki w poszczególnych eliminacjach | Wyniki w poszczególnych eliminacjach | Wyniki w poszczególnych eliminacjach | Punkty | Pozycja |
| ---- | ------ | ------------------------------------ | ------------------------------------ | ------------------------------------ | ------------------------------------ | ------------------------------------ | ------------------------------------ | ------------------------------------ | ------------------------------------ | ------------------------------------ | ------------------------------------ | ------------------------------------ | ------------------------------------ | ------------------------------------ | ------------------------------------ | ------------------------------------ | ------------------------------------ | ------------------------------------ | ------------------------------------ | ------ | ------- |
| 2014 | Carlin | ESP                                  | ESP                                  | AUT                                  | AUT                                  | GBR                                  | GBR                                  | DEU                                  | DEU                                  | HUN                                  | HUN                                  | BEL                                  | BEL                                  | ITA                                  | ITA                                  | RUS                                  | RUS                                  | ARE                                  | ARE                                  | 207    | 1       |
| 2014 | Carlin | 1                                    | 18                                   | 1                                    | 20                                   | 2                                    | 6                                    | 2                                    | 3                                    | 4                                    | 4                                    | 8                                    | 1                                    | 6                                    | 2                                    | 7                                    | 5                                    | 5                                    | 2                                    | 207    | 1       |

### Podsumowanie
| Sezon | Seria                                     | Zespół                  | Wyścigi          | Zwycięstwa       | PP               | NO               | Podium           | Punkty           | Pozycja          |
| ----- | ----------------------------------------- | ----------------------- | ---------------- | ---------------- | ---------------- | ---------------- | ---------------- | ---------------- | ---------------- |
| 2009  | Brytyjska Formuła Renault (edycja zimowa) | Fortec Motorsport       | 4                | 0                | 0                | 0                | 0                | 40               | 10               |
| 2010  | Brytyjska Formuła Renault                 | Fortec Motorsport       | 20               | 0                | 0                | 0                | 1                | 210              | 10               |
| 2010  | Brytyjska Formuła Renault (edycja zimowa) | Fortec Motorsport       | 6                | 3                | 1                | 1                | 3                | 40               | 1                |
| 2011  | Brytyjska Formuła Renault                 | Fortec Motorsport       | 20               | 12               | 14               | 10               | 15               | 521              | 1                |
| 2011  | Europejski Puchar Formuły Renault 2.0     | Fortec Motorsport       | 4                | 0                | 1                | 0                | 1                | 26               | 14               |
| 2011  | Toyota Racing                             | Giles Motorsport        | 12               | 1                | 0                | 1                | 3                | 514              | 9                |
| 2012  | Brytyjska Formuła 3                       | Fortec Motorsport       | 28               | 1                | 2                | 5                | 9                | 253              | 4                |
| 2012  | Europejska Formuła 3                      | Fortec Motorsport       | 10               | 0                | 0                | 0                | 2                | 0                | NS†              |
| 2012  | Masters of Formula 3                      | Fortec Motorsport       | 1                | 0                | 0                | 0                | 0                | N/A              | 7                |
| 2012  | Grand Prix Makau                          | Fortec Motorsport       | 1                | 0                | 1                | 0                | 1                | N/A              | 3                |
| 2013  | Europejska Formuła 3                      | Prema Powerteam         | 30               | 3                | 5                | 4                | 14               | 339,5            | 3                |
| 2013  | Masters of Formula 3                      | Prema Powerteam         | 1                | 0                | 0                | 0                | 0                | N/A              | 2                |
| 2013  | Toyota Racing Series                      | M2 Competition          | 15               | 3                | 4                | 3                | 9                | 803              | 2                |
| 2013  | Grand Prix Makau                          | Prema Powerteam         | 1                | 1                | 0                | 0                | 1                | N/A              | 1                |
| 2014  | Seria GP3                                 | Carlin                  | 18               | 3                | 2                | 3                | 8                | 207              | 1                |
| 2015  | Seria GP2                                 | DAMS                    | 22               | 2                | 2                | 2                | 4                | 110              | 6                |
| 2015  | Formuła 1                                 | Williams Martini Racing | Kierowca testowy | Kierowca testowy | Kierowca testowy | Kierowca testowy | Kierowca testowy | Kierowca testowy | Kierowca testowy |
| 2016  | Seria GP2                                 | DAMS                    | 22               | 3                | 0                | 0                | 5                | 124              | 6                |
| 2016  | World Endurance Championship – LMP2       | Manor                   | 3                | 0                | 0                | 0                | 0                | 4,5              | 30               |